# Bocksteinloch
Das Bocksteinloch ist eine Höhle im Lonetal bzw. Bocksteinmassiv zwischen Öllingen und Bissingen auf der Gemarkung der Gemeinde Rammingen in Baden-Württemberg, nahe der bayrischen Grenze. Sie ist 8 m tief und 8 m breit. Vorgelagert ist die Bocksteinschmiede mit der Schmiedsgrube. Man fand darin Relikte aus dem Micoquien. In unmittelbarer Nachbarschaft befindet sich die zum UNESCO-Welterbe gehörende Bocksteinhöhle.
Unter dem Namen Bocksteinfelsen östlich der Straße Öllingen-Bissingen bei Pkt. 515,3 m ist die Höhle auch als Geotop geschützt.